# Mastilius maculosus
Mastilius maculosus is een keversoort uit de familie Mycteridae. De wetenschappelijke naam van de soort is voor het eerst geldig gepubliceerd in 1914 door Pic.